# 比叡 (コルベット)
比叡（ひえい）は日本海軍の装甲コルベット。
艦名は、滋賀県にある比叡山にちなんで名づけられた。

## 艦型
船体は鉄骨木皮。

### 機関
機関はハル・アールス社で製造された。
速力は計画で13.5ノット、1879年(明治12年)の試運転で14.25ノットを計測したが、それは火夫の能力に大きく影響し、実際の速力はその3/4程度、全速11ノットから12ノットほどだった。
1889年(明治22年)3月に呉鎮守府小野浜分工場で製造された両面高円缶2基と換装された(ボイラー老朽化のため)。
ボイラーは鋼製で直径11 ft 6 in (3,510 mm)、長さ18 ft 6 in (5,640 mm)、炉筒は1基につき6個あった。

### 兵装
『日本巡洋艦史』(2011)によると1885年(明治18年)頃の「金剛」の兵装は以下の通り。
- 17cm単装砲 3基
- 15cm単装砲 6基
- 7.5cm単装砲 2基
- 25mm4砲身機砲 4基
- 11mm5砲身機砲 2基
- 35.6cm水上魚雷発射管 2門

### 兵装の変遷
1883年(明治16年)9月にブラッシュ式発電機と米国製探照灯を装備した。

### 公試成績
| 実施日        | 種類         | 排水量 | 回転数 | 出力      | 速力        | 場所 | 備考                   | 出典  |
| ------------- | ------------ | ------ | ------ | --------- | ----------- | ---- | ---------------------- | ----- |
| 1879年4月20日 |              |        |        |           | 14.25ノット |      |                        | [ 7 ] |
| 1889年        | 自然通風全力 |        | 69rpm  | 1,279馬力 | 10.34ノット |      | ボイラー換装後の試運転 | [ 6 ] |

## 艦歴

### 建造
イギリス、ペンブロークのミルフォード・ヘヴン造船会社で起工された。設計は後に造船総監となるエドワード・ジェームズ・リードである。
1875年(明治8年)
6月5日に海軍大輔から太政大臣に宛て、英国に注文した甲艦の艦名を「扶桑」、他の2隻の艦名を「金剛」「比叡」としたいと上申、
6月15日に建造する鉄骨木皮艦を比叡と命名、
9月24日起工。
1877年(明治10年)
6月11日に「比叡」は進水した。
ペンブロークには、建造への謝意として、進水式に参加した駐英特命全権公使の上野景範が贈った銀杏の樹が現存する。
8月31日、ペンブロック港での比叡進水式の記が太政官に進呈された。

### 1878年-1879年
1878年（明治11年）に日本に回航され、
5月11日三等艦に定められる。
5月22日午前10時12分に「比叡」は横浜港に到着、
イギリス留学の山縣少太郎、東郷平八郎、佐雙左仲が同乗して帰国した。
同日「比叡」は東海鎮守府所轄とされた。
5月25日艦長や乗員が乗り込み、5月27日横須賀に回航、同地で修理や物品の積み込みを行った。
6月22日、常備艦に指定された
天覧
天覧に供する為に7月6日、横浜に回航した。
修理
8月3日修理続行のために再び横須賀に回航した。
神戸回航
修理完成に付き9月12日し横浜に回航、9月15日神戸に向けて出港した。
途中暴風のために清水港に待避、9月19日神戸港に到着した。
10月21日神戸発、天候不良のために22日夜は紀州大島で1泊し、24日横浜に帰港した。
朝鮮国派遣
朝鮮国での収税の件で花房代理公使らが出張することになり、
11月20日「比叡'は花房らを乗せて横浜を出港、清水港、神戸港、防州元山沖、門司浦、福浦等を経由して11月29日釜山港に到着した。
12月28日「比叡」は釜山港発、翌29日に長崎港に帰着した。
1879年(明治12年)
1月16日長崎出港、翌17日に釜山港に入港した。
1月24日電報打電のために同地発、
1月25日門司港に帰国、
1月27日兵庫港に入港した。
海軍卿とリード氏が到着の電信があったため、2月5日神戸港へ回航した。
2月12日神戸港を出港、17日館山着、翌18日横浜港に帰港した。
修理
2月24日、写真撮影のために横須賀港に回航した。
3月2日暴風雨のために港内で坐洲、3月4日に引き出された。
3月12日写真撮影、修理の準備に掛かった。
その後2回ほど出港の命令が出て(後に中止)、修理に取りかかるのが遅れた。
艦隊訓練
6月10日横浜回航の命令があり、6月13日回航した。
6月23日、天覧の予定だったが天候不順で順延、午後に艦隊訓練のため出港、旗艦に随伴して横須賀に回航した。
翌24日館山湾に回航、射撃試験を行った。
25日横須賀港に入港した。
修理
同地で至急修理の命令があり、6月27日から修理に着手した。
修理が完了し、8月17日に横浜港に帰港した。
8月24日、横浜で疫病流行のため品川に回航した。
9月2日、グランド・アメリカ前大統領帰国の送別のために横浜に回航、翌3日品川に戻った。
10月1日品川を出港、艦隊訓練を行い、横須賀に入港、
10月3日館山に回航し同地で訓練を行い、10月8日横須賀に入港した。
同地で修理を行った。
修理が終わったため、11月9日横浜に回航、
機関の試運転のため12月3日横浜を出港し、翌4日清水に到着した。
12月9日清水を出港し、翌10日に横浜港に帰港した。

### 1880年
1880年(明治13年)
1月4日横須賀に回航、翌5日熱海着、1月8日横浜港に帰港した。
2月24日品川に回航した。
4月から8月にかけてインド、ペルシア、東南アジア歴訪した。
4月6日横須賀に回航、正午に港内で坐洲したが、翌日引き出された。
4月8日横須賀を出港した。
4月23日香港着、27日発。
5月5日シンガポール着、5月8日発。
5月21日トリンコマリー着、27日発。
6月6日ムンバイ着、6月26日同地を出港した。
7月3日にアラビア(現オマーン)のマスカットに寄港、同日出港し、7月9日ペルシア湾ブシュル(ブーシェフル？)に入港した。
7月23日同地発、7月26日マスカット入港、7月29日同地発、8月25日シンガポールに入港した。
8月25日シンガポール発、9月5日厦門入港、9月11日同地発、
9月17日神戸港に帰国した。
9月27日神戸発、9月29日品川に入港した。
10月6日横浜港に回航、8日横須賀港に回航した。

### 1881年
修理
「比叡」は横須賀造船所で1881年(明治14年)2月25日から修理開始、
同年末まで修理を行った。

### 1882年
訓練
1882年(明治15年)
1月1日、海軍卿と東海鎮守府司令長官が乗艦し横須賀を出港、訓練のために清水港に向かった。
当日熱海に寄港し、翌2日午前に清水港に入港した。
1月21日清水港を出港、鳥羽港に向かったが風波のために前に進めず、断念して翌22日に下田港に入港した。
1月23日熱海に回航、1月26日同地を出港し横浜港に帰港した。
1月27日同地を出港し、翌28日に品川湾に到着した。
修理
機関のテールロット交換のために2月29日横須賀港に回航、その後横浜港に帰港した。
艦隊訓練
6月4日横浜港を出港、翌5日に清水港に入港、同地で艦隊訓練を行った。
6月26日清水港を出港、翌27日品川湾に到着した。

#### 壬午事変
同年(1882年)の壬午事変により朝鮮半島水域警備に派遣された。
8月8日横須賀港を出港、竹添外務大書記官も上艦していた。
8月11日赤間関着、同日同地発
8月14日仁川港入港。
9月15日仁川を出港
9月18日赤間関に寄港(馬関に帰国)、24日同地発、
25日兵庫港に入港した。
10月3日兵庫港を出港し、10月5日品海に帰着した。
10月12日「扶桑」「金剛」「比叡」「龍驤」「日進」「清輝」「天城」「磐城」「孟春」「第二丁卯」「筑波」の11隻で中艦隊が再度編成された。
修理
同年10月21日から1883年(明治16年)3月20日まで横須賀造船所で修理を行った。

### 1883年
朝鮮警備
朝鮮国警備のために1883年(明治16年)2月23日横浜港を出港し、
25日兵庫港入港。
27日同地発、28日下関着、3月9同地を出港し、3月9日朝鮮上草島に到着、翌10日仁川港に入港した。
4月2日仁川港を出港し豊島に回航、同地で大砲射撃を行い、4月5日仁川港に戻った。
5月10日仁川港発、12日長崎港に帰国した。
17日同地発、18日下関に到着し、同地で朝鮮警備を磐城と交代した。
6月2日下関発、3日兵庫着、6日同地発。
6月8日横浜港に帰港した。
修理
6月21日品川に回航し、25日横須賀港に入港した。
比叡は6月29日から横須賀造船所で修理を行った。
艦隊行動
9月29日横須賀港を出港、
「扶桑」「金剛」「比叡」の3隻で艦隊を組んで以降行動した。
同日は館山湾に碇泊、翌30日同地を出発して10月1日から2日は清水港、10月3日から9日は神戸港、10月11日から20日は長崎港にそれぞれ寄港、
10月20日長崎港を出港し、
翌21日に釜山浦に到着した。
10月25日釜山浦発、同日竹敷(または尾崎)に帰国、10月27日竹敷から伊万里に回航した。
同地で艦長笠間広盾大佐が死去したため、11月28日に「比叡」は単独で伊万里を出港、翌29日に兵庫港着、30日兵庫出港、12月2日品川に帰着した。
1883年(明治16年)巡洋艦と呼称した。

### 1884年-1885年
朝鮮事変
1884年(明治17年)
12月15日長崎を出港し朝鮮事変に従事、
1885年(明治18年)
1月24日長崎港に帰国した。
12月28日中艦隊は解隊、同日「春日」を除く中艦隊に所属していた8隻(「扶桑」「金剛」「比叡」「海門」「筑紫」「清輝」「磐城」「孟春」)で改めて常備小艦隊が編成された。

### 遠洋航海
1889年(明治23年)
8月14日横須賀港を出港、
少尉候補生のホノルル方面遠洋航海従事。
2月22日品海に帰国した。
以後1902年度まで6回の遠洋航海に従事した。

### 1890年
1890年(明治23年)8月13日に軍艦種別が制定され、
8月23日に呉鎮守府所管「比叡」の軍艦種別は第一種(戦闘航海の役務に堪えうる軍艦)と定められた。

### トルコ派遣
遠洋航海(2回目)

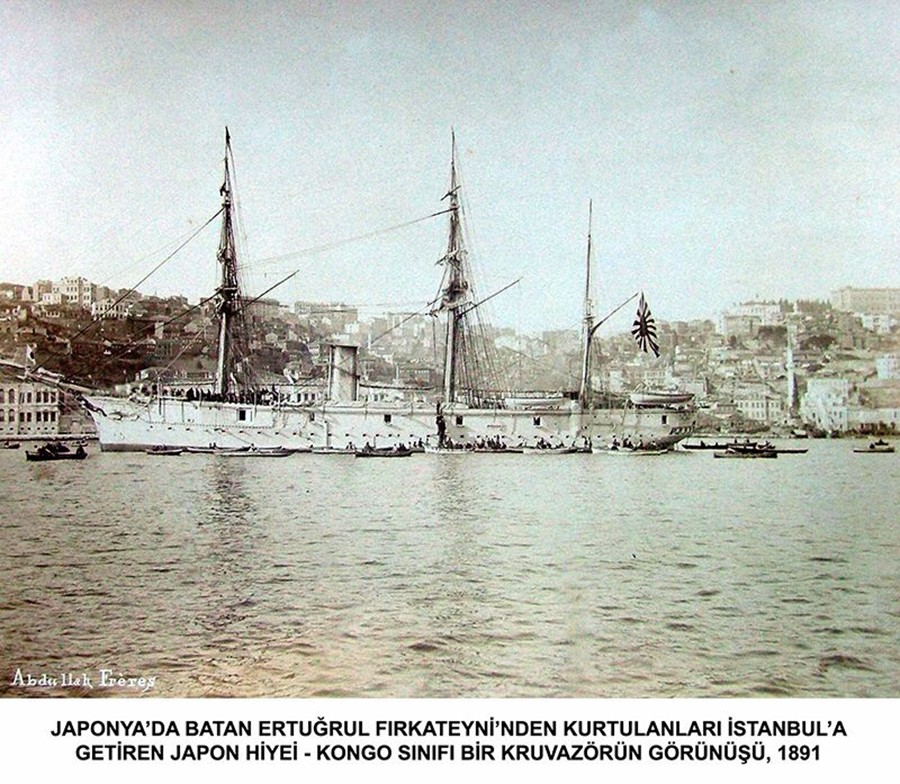
日本で沈没したフリゲート艦エルトゥールルの生存者をコンスタンティノープル（現在のイスタンブール）に連れて行った金剛型コルベット、比叡の眺め、1891年。

1890年(明治23年)10月、前月樫野崎で難破したトルコ軍艦「エルトゥールル」の生存者送還に「金剛」とともにあたることになる。また、これは少尉候補生の訓練も兼ねることとなった。
2隻は10月5日品海を出港、
10月11日に神戸港を出港し、シンガポールなどを経由して12月18日にポートサイドに到着。そこでオスマン帝国の応接使リサベー大佐が訪れ、パリ条約の規定があるため生存者の引き取り場所はダーダネルスにしたいと述べたが、交渉の末、「金剛」と「比叡」は1891年1月2日にコンスタンチノープルに着いた。2隻は1月10日にコンスタンチノープルを出港し、5月10日に品海に帰国した。

### 遠洋航海(3回目)
1891年(明治24年)
9月20日、オーストラリア方面に航海のために品海を出港、
1892年(明治25年)
4月10日品海に帰国した。

### 日清戦争
日清戦争で「比叡」は大連・旅順・威海衛攻略作戦等に参加。黄海海戦で大破した。
「比叡」は1894年(明治27年)7月23日佐世保軍港を出港、
7月25日日清戦争開戦。
9月27日に「比叡」は長崎港に一時帰国した。
11月9日呉港を出港、
1895年(明治28年)
5月26日佐世保港に帰国した。

### 1898年
1898年(明治31年)3月21日に艦艇類別等級が初めて制定され、「比叡」は三等海防艦に類別された。

### 日露戦争
日露戦争に従軍。
1904年(明治37年)中は国内任務に従事、
舞鶴警備任務等を行った。
1905年(明治38年)
1月30日姫島沖を出港、
旅順警備任務等に従事、
7月5日佐世保港に帰国した。

### 測量任務
1907年より翌年にかけて測量任務に就き、日本近海の水路測量を行った。

### 遠洋航海(4回目)
1897年(明治30年)
4月13日米国、ホノルル方面航海のために横須賀港を出港、
9月20日横須賀港に帰国した。

### 遠洋航海(5回目)
1899年(明治32年)
3月19日北米西岸方面航海のために横須賀港を出港、
8月28日横須賀港に帰国した。

### 遠洋航海(6回目)
1900年(明治33年)
2月21日オーストラリア方面航海のために横須賀港を出港、
7月31日横須賀港に帰国した。

### 遠洋航海(7回目)
1902年(明治35年)
2月19日オーストラリア方面航海のために横須賀港を出港、
8月25日横須賀港に帰国した。

### カムチャッカ警備
1909年(明治42年)カムチャッカ半島方面の警備任務を行った。
6月3日片岡湾を出港し。
7月12日片岡湾に一時帰国、
7月20日同地を出港し、
8月10日片岡湾に一時帰国した。
8月19日柏原湾を出港し、
9月5日片岡湾に帰国した。

### 除籍
1911年（明治44年）4月1日除籍。
1912年(明治45年)3月25日に売却、
その後船体は解体された。

## 艦長
※『日本海軍史』第9巻・第10巻の「将官履歴」及び『官報』に基づく。
- 沢野種鉄 中佐:1878年5月14日[2] -
- 伊東祐亨 中佐：1879年8月19日 - 1881年7月7日
- 伊東祐亨 中佐：1881年12月27日 - 1882年7月7日
- 有地品之允 大佐：1882年7月7日 - 12月23日
- 笠間広盾 大佐：不詳 - 1883年11月25日死去
- 伊東祐亨 大佐：1883年12月15日 - 1884年2月8日
- 山崎景則 中佐：1884年2月8日 - 1886年5月28日
- 松村正命 中佐：1886年5月28日 - 1886年7月14日
- 隈崎守約 大佐：1886年7月14日 - 1887年6月11日[35]
- 伊地知弘一 大佐：1887年6月11日[35] - 1887年9月7日
- 吉島辰寧 大佐：1887年10月8日 - 1889年4月17日
- 三浦功 大佐：1889年4月17日 - 1889年7月1日
- 東郷平八郎 大佐：1889年7月1日 - 1889年7月2日
- 松村正命 大佐：1889年7月2日 - 1890年2月28日
- 田中綱常 大佐：1890年2月28日 - 1891年6月17日
- 森又七郎 大佐：1891年6月17日 - 1892年6月29日
- （心得）桜井規矩之左右 少佐：1894年6月8日 - 12月7日
- 桜井規矩之左右 大佐：1894年12月7日 - 1895年9月28日
- 外記康昌 大佐：1895年9月28日 - 1896年4月13日
- 植村永孚 大佐：1896年11月17日 - 1897年12月1日
- 石井猪太郎 大佐：1897年12月1日 - 1898年5月23日
- 中山長明 大佐：1898年5月23日 - 1899年9月29日
- 早崎源吾 大佐：1899年9月29日 - 11月20日
- 丹治寛雄 大佐：1899年11月20日 - 1900年8月11日
- 岩崎達人 大佐：1901年9月10日 - 1902年10月23日
- 高木助一 中佐：1902年10月23日 - 1903年7月7日
- 松村直臣 中佐：1903年7月7日 - 1904年1月12日
- （兼）秀島成忠 中佐：1906年5月10日 - 8月30日
- 川合昌吾 大佐：1906年8月30日 - 1907年5月2日
- 土山哲三 大佐：1907年5月2日 - 11月15日
- 羽喰政次郎 大佐：1907年11月15日 - 1908年9月25日
- 羽喰政次郎 大佐：1908年11月5日 - 12月10日
- 森義臣 大佐：1909年2月20日 - 11月1日
- 志摩猛 中佐：1910年2月16日 - 10月26日

## 符号

### 艦番号
- 28(1878年5月8日-)[36]

### 信号符字
- GQCS(1878年5月28日-)[37]

## その他
東京都中央区月島の隅田川を運行する屋形船の発着場に、60年以上前に購入された、「比叡」の内火艇であったとされる台船が現存している。この内火艇の主である「比叡」は通常大正時代に日本で建造・竣工した戦艦比叡とされているが、ソロモン海にて沈没した戦艦比叡の内火艇が東京に残されている理由は不明であり、比叡は比叡でも本記事にて取り上げる明治時代建造の比叡であるという説も存在する。